# HMS BYMS-2077 (J877)
HMS BYMS-2077 (J877) — британский тральщик времён Второй мировой войны.

## Корабль
Принадлежит к типу тральщиков BYMS («British Yacht Mine Sweeper») (тральщики типа BYMS) с деревянным корпусом, построен для британского флота в США. В общей сложности за годы войны были построены на 32 верфях США и переданы британскому флоту 150 тральщиков этого типа. Тральщик при постройке именовался BYMS-77, после передачи британскому флоту получил имя HMS J-877 и, наконец, был переименован в HMS BYMS-207.

## Гибель корабля
«ΒΥΜS 2077» прибыл в греческий порт Патры, вместе с флотилией британских тральщиков, после зачистки минных полей у Сицилии.
Тральщикам была поставлена задача очистить от мин пролив Рио-Антирио, ведущий в Коринфский залив, заминированный немцами перед их уходом из Греции в октябре 1944 года. Пролив имеет сильные течения, что усложняло работу тральщиков.
24 октября 1944 года тральщики расчистили от мин и создали полосу безопасности в минном поле, обозначив её буями. Однако сильные течения вынесли несколько мин в полосу безопасности. Утром 25 октября, при повторном выходе тральщиков в минное поле, «ΒΥMS 2077» налетел на мину. Корабль разломился на две части. Кормовая затонула на глубине 63 метров. Носовая была отнесена течением к Антирио, где и затонула.
При этом погиб 21 член экипажа. Греческим рыбакам, рисковавшим собственной жизнью, удалось спасти 7 моряков тральщика, включая тяжело раненного капитана Frederick J. Call, который, однако, впоследствии умер в больнице.
Греческие рыбаки доставили на берег и три трупа погибщих моряков тральщика.
Погибшие были отпеты в кафедральном храме города и похоронены на кладбище Патр, сопровождаемые в последний путь караулом греческих и британских моряков и отрядом партизан ЭЛАС. В дальнейшем их останки были перезахоронены на британском кладбище Фалера

## Память
Сегодня самая большая часть останков корабля находится на глубине 60 метров, недалеко от первого пилона-опоры нового моста (Мост Рио-Антирио), со стороны города Рио.
Усилиями исследователей и блогеров, с греческой стороны, и родственников погибших старшего механика тральщика Ian Mackie (37 лет) и моториста Alfred Green (23 года), с британской стороны, через 60 лет, 25 октября 2004 года, была организована церемониальная литургия на месте гибели тральщика. ВМФ Греции предоставил для этой цели тральщик «Дафни».
На борту «Дафни» находились трое детей погибшего стармеха Mackie, рыбаки, принимавшие участие в спасении экипажа, военно-морской атташе британского посольства в Греции и консул Великобритании в Патрах.
Родственники погибших Ian Mackie и Alfred Green создали сайт об истории корабля: http://www.freewebs.com/minesweeper_byms_2077/index.htm (недоступная+ссылка)
Работа флотилии британских тральщиков в Патрах описана в книге «Τhe coast is clear, the story of BYMS» писателя Eric Minett. В ней же имеются фотографии тральщиков.

## Источник
- Παν.Θεοδωρακόπυλου «Ιστορία της πόλεως Πατρών» εκδ.1950 .